# Emma di Parigi
Emma di Francia o di Parigi (fr: Emma) (943 circa – dopo il 18 marzo 968) fu, come moglie di Riccardo I di Normandia, contessa di Rouen e contessa (dal 966 assunse il titolo di marchesa) dei Normanni, dal 960 sino alla morte.

## Origine
Figlia terzogenita del Marchese di Neustria demarcus, conte d'Orleans e conte di Parigi (dal 936 chiamato duca dei Franchi) e futuro duca di Borgogna, Ugo il Grande, e della sua terza moglie Edvige di Sassonia, figlia del defunto re di Germania, Enrico I l'Uccellatore e sorella del re di Germania e futuro imperatore, Ottone I, come ci riporta, nelle sue cronache, Rodolfo il Glabro. Emma era la sorella del futuro re di Francia, Ugo Capeto, e del futuro duca di Borgogna, Enrico Ottone.
Ugo il Grande era figlio del marchese di Neustria e futuro re di Francia, Roberto I e di Beatrice di Vermandois, figlia del conte di Vermandois, Erberto I (nipote del re d'Italia, Bernardo, nipote di Carlo Magno); suo zio paterno era il re di Francia, Oddone.

## Biografia
Il padre che alla nascita di Emma, come duca dei Franchi, era il nobile più potente di Francia riuscì ad espandere i suoi domini ed i suoi titolo divenendo anche duca d'Aquitania (solo titolare, avrebbe dovuto conquistarsela, ma non vi riuscì) e l'erede del ducato di Borgogna (riuscì ad essere duca di Borgogna, nel 956, poche settimane prima di morire).
Nel 956, Emma fu fidanzata al conte di Rouen e conte dei Normanni, Riccardo I (933-996), figlio naturale (in quanto l'unione era secondo il more danico o uso vichingo, pagano, secondo il monaco e scrittore normanno, Guglielmo di Jumièges) di Guglielmo I Lungaspada Jarl (equiparabile al nostro conte) dei Vichinghi e conte di Rouen, che era stato anche duca di Bretagna, e della sua sposa, Sprota, che, secondo i Flodoardi Annales era bretone, di alto lignaggio, come ci informa il cronista normanno decano della collegiata di San Quintino, Dudone di San Quintino. Questo impegno di matrimonio tra Riccardo ed Emma, viene riportato sia dall'Hugonis Floriacensis, Liber qui Modernorum Regum Francorum continet Actus 5, che precisa anche che il duca Ugo, in quello stesso anno, morì e gli successero i tre figli, Ugo, Oddone e Enrico Ottone, che dal monaco e cronista normanno, Guglielmo di Jumièges, nella sua Historiæ Normannorum Scriptores Antiqui, in cui dice che il fidanzamento avvenne con l'approvazione del conte, Bernard de Senlis, che l'aveva protetto quando bambino era succeduto al padre.
Il matrimonio, sempre secondo Guglielmo di Jumièges, avvenne, dopo qualche anno, nel 960 a Rouen.
Secondo Patrick van Kerrebrouck, nel suo Les Capétiens, 987-1328, nel 966, il marito Riccardo assunse il titolo di marchese di Normandia (fu, ufficialmente il primo duca, come lo definisce il cronachista, priore dell'abbazia di Bec e sedicesimo abate di Mont-Saint-Michel, Robert di Torigny, nella sua Chronique: -Ricardi primi duci Normanniae-).
Emma morì dopo il 18 marzo 968 e la sua morte è stata riportata da Guglielmo di Jumièges, nella sua Willelmi Gemmetencis Historiæ, senza però precisarne la data. Mentre Robert di Torigny riporta la morte di Emma nel 964.
Non molto tempo dopo la morte di Emma, Riccardo si unì a Gunnora di Normandia.

## Figli
Emma a Riccardo non diede alcun figlio, come conferma Guglielmo di Jumièges, quando parla della morte di Emma.

## Ascendenza
|                        |                      |                              | Genitori                |  |  | Nonni |  |  | Bisnonni         |  |  | Trisnonni |  |
|                        |                      |                              |                         |  |  |       |  |  | Roberto il Forte |  |  | …         |  |
|                        |                      |                              |                         |  |  |       |  |  | Roberto il Forte |  |  | …         |  |
|                        |                      | …                            |                         |  |  |       |  |  | Roberto il Forte |  |  |           |  |
| Roberto I di Francia   |                      |                              |                         |  |  |       |  |  | Roberto il Forte |  |  |           |  |
|                        |                      | Adelaide d'Alsazia           | Ugo di Tours            |  |  |       |  |  |                  |  |  |           |  |
|                        |                      | Adelaide d'Alsazia           | Ugo di Tours            |  |  |       |  |  |                  |  |  |           |  |
|                        |                      | Adelaide d'Alsazia           | Ava/Bava                |  |  |       |  |  |                  |  |  |           |  |
| Ugo il Grande          |                      | Adelaide d'Alsazia           |                         |  |  |       |  |  |                  |  |  |           |  |
|                        |                      | Erberto I di Vermandois      | Pipino I di Vermandois  |  |  |       |  |  |                  |  |  |           |  |
|                        |                      | Erberto I di Vermandois      | Pipino I di Vermandois  |  |  |       |  |  |                  |  |  |           |  |
|                        |                      | Erberto I di Vermandois      | …                       |  |  |       |  |  |                  |  |  |           |  |
| Beatrice di Vermandois |                      | Erberto I di Vermandois      |                         |  |  |       |  |  |                  |  |  |           |  |
|                        |                      | Liutgarda o Berta de Morvois | …                       |  |  |       |  |  |                  |  |  |           |  |
|                        |                      | Liutgarda o Berta de Morvois | …                       |  |  |       |  |  |                  |  |  |           |  |
|                        |                      | Liutgarda o Berta de Morvois | …                       |  |  |       |  |  |                  |  |  |           |  |
| Emma di Parigi         |                      | Liutgarda o Berta de Morvois |                         |  |  |       |  |  |                  |  |  |           |  |
|                        | Ottone I di Sassonia | Liudolfo di Sassonia         |                         |  |  |       |  |  |                  |  |  |           |  |
|                        | Ottone I di Sassonia | Liudolfo di Sassonia         |                         |  |  |       |  |  |                  |  |  |           |  |
|                        | Ottone I di Sassonia | Oda di Billung               |                         |  |  |       |  |  |                  |  |  |           |  |
| Enrico I di Sassonia   | Ottone I di Sassonia |                              |                         |  |  |       |  |  |                  |  |  |           |  |
|                        |                      | Edvige di Babenberg          | Enrico di Franconia     |  |  |       |  |  |                  |  |  |           |  |
|                        |                      | Edvige di Babenberg          | Enrico di Franconia     |  |  |       |  |  |                  |  |  |           |  |
|                        |                      | Edvige di Babenberg          | …                       |  |  |       |  |  |                  |  |  |           |  |
| Edvige di Sassonia     |                      | Edvige di Babenberg          |                         |  |  |       |  |  |                  |  |  |           |  |
|                        |                      | Teodorico di Ringelheim      | Reginhart di Ringelheim |  |  |       |  |  |                  |  |  |           |  |
|                        |                      | Teodorico di Ringelheim      | Reginhart di Ringelheim |  |  |       |  |  |                  |  |  |           |  |
|                        |                      | Teodorico di Ringelheim      | Matilda                 |  |  |       |  |  |                  |  |  |           |  |
| Matilde di Ringelheim  |                      | Teodorico di Ringelheim      |                         |  |  |       |  |  |                  |  |  |           |  |
|                        |                      | Reinilde di Godefrid         | …                       |  |  |       |  |  |                  |  |  |           |  |
|                        |                      | Reinilde di Godefrid         | …                       |  |  |       |  |  |                  |  |  |           |  |
|                        |                      | Reinilde di Godefrid         | …                       |  |  |       |  |  |                  |  |  |           |  |
|                        |                      | Reinilde di Godefrid         |                         |  |  |       |  |  |                  |  |  |           |  |

### Fonti primarie
- (LA)  Chronique de Robert de Torigni, abbé du Mont-Saint-Michel, vol I.
- (LA)  Cartulaire de l'Abbaye de Saint-Bertin: Cartolarium Sithiense.
- (LA)  Monumenta Germaniae Historica, Scriptores, tomus VII.
- (LA)  Monumenta Germaniae Historica, Scriptores, tomus IX.
- (LA)  Monumenta Germanica Historica, tomus III.
- (EN)  Dudo of St. Quentin's Gesta Normannorum Archiviato il 15 agosto 2009 in Internet Archive..
- (LA)  Historiæ Normannorum Scriptores Antiqui.

### Letteratura storiografica
- Louis Halphen, Francia: gli ultimi carolingi e l'ascesa di Ugo Capeto (888-987), in «Storia del mondo medievale», vol. II, 1999, pp. 635–661